# نانسی کاریلو
نانسی کاریلو (انگلیسی: Nancy Carrillo؛ زادهٔ ۱۱ ژانویه ۱۹۸۶) بازیکن والیبال اهل کوبا که از سال ۲۰۰۰ تا ۲۰۰۹ عضو تیم ملی والیبال زنان کوبا بوده است.
کاریلو با کوبا به مدال برنز المپیک ۲۰۰۴ دست یافت و در سال ۲۰۰۸ قهرمانی گرندپری را تجربه کرد. بهترین زننده سرویس قهرمانی جهان ۲۰۰۲ و جایزه بزرگ جهان ۲۰۰۶ از مهمترین دست‌آوردهای فردی او در رده ملی به شمار می‌آید.